# NGC 5318
NGC 5318 is een lensvormig sterrenstelsel in het sterrenbeeld Jachthonden. Het hemelobject werd op 2 mei 1785 ontdekt door de Duits-Britse astronoom William Herschel.

## Synoniemen
- UGC 8751
- MCG 6-30-96
- ZWG 190.63
- PGC 49139